# The Amazing James Brown
The Amazing James Brown é o quarto álbum de estúdio da músico americano James Brown e The Famous Flames. O álbum foi lançado em  1961 pela King Records.

## Faixas
| Canções |                                |         |  |
| N.º     | Título                         | Duração |  |
| 1.      | "Just You and Me Darling"      | 2:45    |  |
| 2.      | "I Love You Yes I Do"          | 2:45    |  |
| 3.      | "I Don't Mind"                 | 2:43    |  |
| 4.      | "Come Over Here"               | 2:43    |  |
| 5.      | "The Bells"                    | 2:54    |  |
| 6.      | "Love Don't Love Nobody"       | 2:04    |  |
| 7.      | "Dancin' Little Thing"         | 2:17    |  |
| 8.      | "Lost Someone"                 | 3:05    |  |
| 9.      | "And I Do Just What I Want"    | 2:24    |  |
| 10.     | "So Long"                      | 2:49    |  |
| 11.     | "You Don't Have to Go"         | 2:47    |  |
| 12.     | "Tell Me What You're Gonna Do" | 2:12    |  |